# جشنواره بین‌المللی فیلم آتن
جشنواره بین‌المللی فیلم آتن (انگلیسی: Athens International Film and Video Festival) جشنوارهٔ سینمایی است که از سال ۱۹۷۴ تاکنون توسط دانشگاه اوهایو در آمریکا برگزار می‌شود.